# Leucospis petiolata
Leucospis petiolata is een vliesvleugelig insect uit de familie Leucospidae. De wetenschappelijke naam is voor het eerst geldig gepubliceerd in 1787 door Fabricius.